# Joseph Nane
Joseph Nane est un footballeur camerounais, né le 12 mars 1987 à Yaoundé, jouant au poste de milieu de terrain aux Roots d'Oakland en USL Championship.
Joseph Nane n'a qu'un seul titre à son palmarès, celui de vainqueur du Championnat canadien (ou Coupe des voyageurs) avec le Toronto FC, obtenu en 2010.

## Palmarès
Toronto FC
- Vainqueur du Championnat canadien en 2010